# Pierre Bottero
Pierre Bottero [piɛʀ bɔteʀo] (ur. 13 lutego 1964 w Barcelonnette, zm. 8 listopada 2009) – francuski pisarz fantasy.
Urodził się w miejscowości położonej w Alpach. Żonaty, miał trzy córki, pracował jako nauczyciel w szkole. Mieszkał w Pelissanne, u stóp prowansalskich wzgórz. Od młodości pasjonował go Władca Pierścieni J.R.R. Tolkiena i do śmierci pozostał wiernym czytelnikiem literatury fantasy. Do jego ulubionych autorów należeli Farmer, Zelazny, Howard, Bradley, Moorcock i Leiber.
Swoją pierwszą próbę pisarską podjął w roku 2001, gdy córka poprosiła go o pomoc w przygotowaniu tekstu na konkurs. Zainspirowany tą pracą napisał swoją pierwszą powieść. Rodzina zachęciła go do wysłania Przyjaciół na całe życie (Amies à vie), książki, która niedługo potem została opublikowana przez Flammarion Castor Poche. I tak rozpoczęła się kariera Pierre’a Bottero jako autora książek dla młodzieży.
Poświęcił się on z jednej strony publikowaniu tekstów w serii Życie naprawdę / Prawdziwe życie (La vie en vrai), opowiadających o problemach, napotykanych w życiu codziennym i przeznaczonych dla młodych czytelników. Jednak z drugiej strony w tym samym czasie rozpoczął realizację wielkiego projektu w wydawnictwie Rageot – trzech trylogii o Ewilan.
Jest to saga fantasy, złożona z trzech serii, a każda z serii jest trylogią. Pierwsza seria nosi tytuł Ewilan z dwóch światów (La Quête d'Ewilan); druga – Światy Ewilan (Les Mondes d’Ewilan); trzecia ma na razie tytuł wyłącznie francuski – Le pacte de Marchombres, autor wydał dopiero dwa tomy tej trylogii.
Krytycy podkreślają, iż szczególną zaletą jego książek fantasy (mieszczących się w nurcie heroic fantasy) jest budowanie złożonych postaci oraz dobre prowadzenie akcji, w której miesza się ze sobą subtelny humor i emocjonalne przeżycia bohaterów.
Jego książki zdobywają we Francji wiele nagród, przyznawanych autorowi przez młodych czytelników. Seria poświęcona Ewilan otrzymała: w 2003 roku Prix des Collégiens de la Fête du livre du Var, rok później – Prix Plaisirs de lire i Prix Imaginales, a w roku 2005: Prix des Collégiens du Doubs.
W Polsce w 2009 roku ukazała się Wyprawa (D'un monde a l'autre) – część pierwsza trylogii Ewilan z dwóch światów, w 2010 Granice Lodu (Les Frontières de Glace) – część druga, a w 2011 Wyspa przeznaczenia (L'île du destin) – część trzecia. 
Bottero zmarł na skutek wypadku motocyklowego 8 listopada 2009 r.